# I Sette Palazzi Celesti

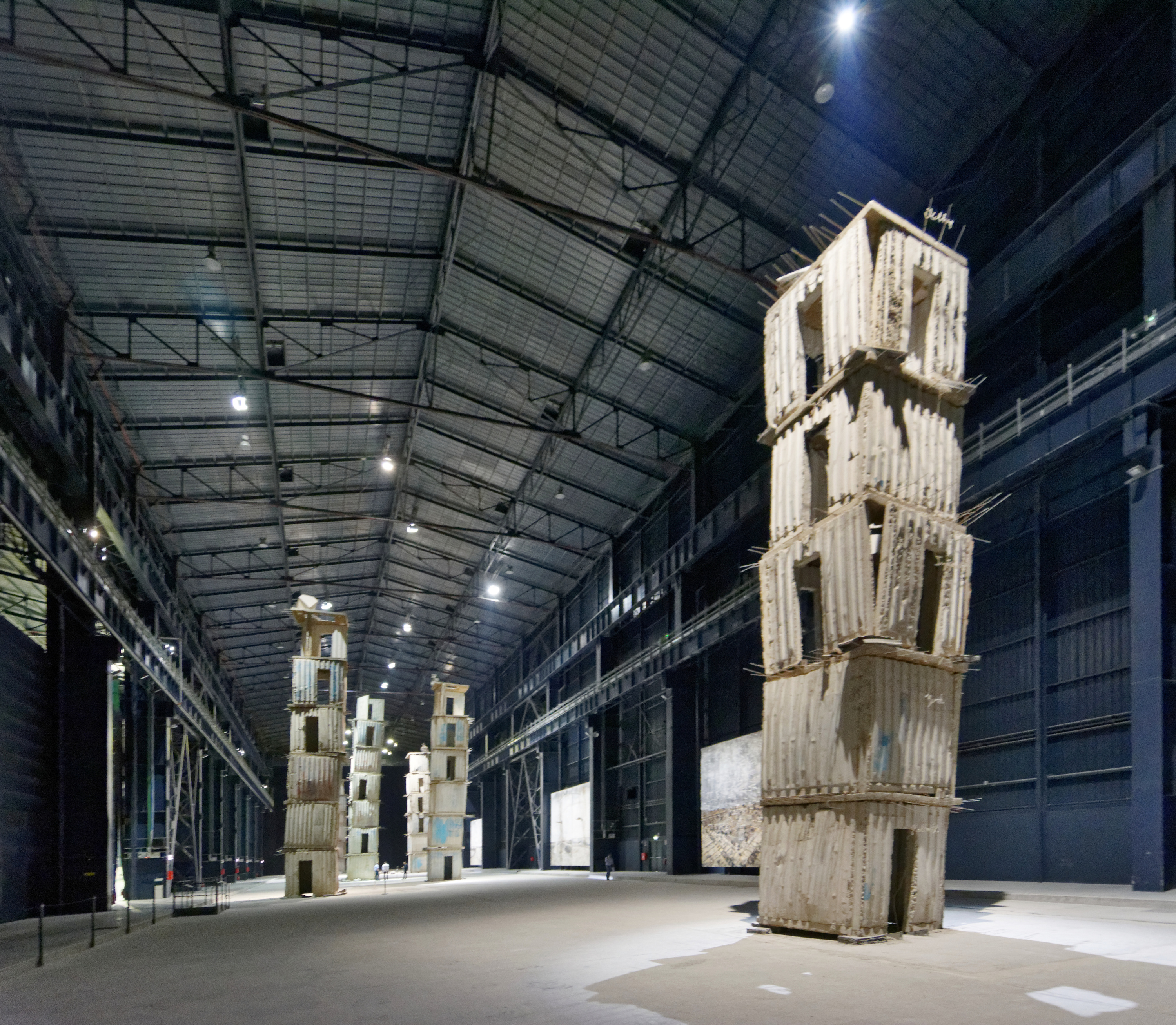
I Sette Palazzi Celesti

I Sette Palazzi Celesti è un'installazione permanente site-specific dell'artista tedesco Anselm Kiefer, esposta presso Pirelli HangarBicocca a Milano. L'opera è stata realizzata nel 2004 ed è composta da sette torri, di altezza compresa tra i 14 m e i 18 m, del peso di 90 tonnellate ciascuno, realizzate in calcestruzzo armato ed elementi in piombo.

## Storia
L'opera venne commissionata a Kiefer nel marzo del 2004, in occasione dell'apertura di un nuovo spazio espositivo (l'Hangar Bicocca) situato in un ampio capannone dismesso della Breda. L'artista decide di costruire un'enorme installazione composta da torri in calcestruzzo armato, replica delle opere già sperimentate nella sua tenuta di Barjac, in Francia. Tra l'aprile e il giugno del 2004 venne costruita la prima torre per verificare le tecniche, i costi e i tempi di realizzazione. Kiefer fu assistito da maestranze edili specializzate e aziende locali, mentre la direzione del cantiere venne affidata all'ingegner Bonaguri della Pirelli Real Estate. L'installazione permanente fu inaugurata il 24 settembre dello stesso anno.
Nonostante le torri vennero attestate come sufficientemente stabili in seguito ad alcuni controlli, nel 2005 vennero comunque prese alcune precauzioni per garantirne la messa in sicurezza, in particolar modo antisismica.

## Descrizione
L'opera rimanda a elementi simbolici della cultura e tradizione mistica ebraica, in particolare la cabala. A seguito di alcuni viaggi, soprattutto in India, Egitto, Centro America e Israele, Anselm Kiefer è rimasto affascinato dai segni delle antiche civiltà scomparse, che hanno realizzato opere architettoniche monumentali, oggi rovine, per celebrare il divino. Per l'artista queste costruzioni sono oggi il simbolo della sconfitta dell'uomo nella sua ambizione a elevarsi a creatore. La scelta di realizzare delle torri deriva dal trattato ebraico Sefer Hechalot (Libro dei palazzi), del V secolo, in cui si racconta il cammino simbolico di iniziazione spirituale di chi si vuole avvicinare a Dio.
Il titolo indica esplicitamente l'impossibilità di un cammino ascensionale per l'Uomo verso Dio in seguito alle grandi tragedie del XX secolo e in particolar modo l'olocausto. I palazzi in rovina e in precario equilibrio rappresentano la fine di ogni mito e la negazione di una possibilità di redenzione per l'umanità; al tempo stesso, simboleggiano la civiltà contemporanea e i suoi grattacieli, emblematizzati nella New York colpita dagli attentati dell'11 settembre 2001.
L'opera è composta da sette costruzioni formate da elementi in calcestruzzo armato, utilizzati come pannelli verticali e solette (orizzontali). Gli elementi in calcestruzzo furono gettati direttamente dentro al capannone, utilizzando come stampi dei container dalle caratteristiche lamiere grecate. Questo procedimento fu intenzionalmente voluto dall'artista, nonostante le perplessità dei tecnici di cantiere, per ottenere superfici imperfette e far risaltare così l'effetto di degrado delle strutture. La pressione della colata del calcestruzzo infatti portava le lamiere a piegarsi e a lasciare macchie di colore; per lo stesso motivo, il calcestruzzo non venne ritoccato dopo il disarmo, lasciando visibili il maggior numero di imperfezioni e difetti del materiale.
Per accentuare la sensazione di instabilità delle strutture, Kiefer inserì libri e cunei di piombo tra gli elementi in calcestruzzo in modo irregolare: il risultato è che alcune parti raggiungono uno strapiombo di 70 cm. Nonostante questa apparente precarietà, gli elementi di piombo migliorano le condizioni statiche, garantendo una certa regolarizzazione delle superfici di appoggio dei pannelli in calcestruzzo.

### Le torri

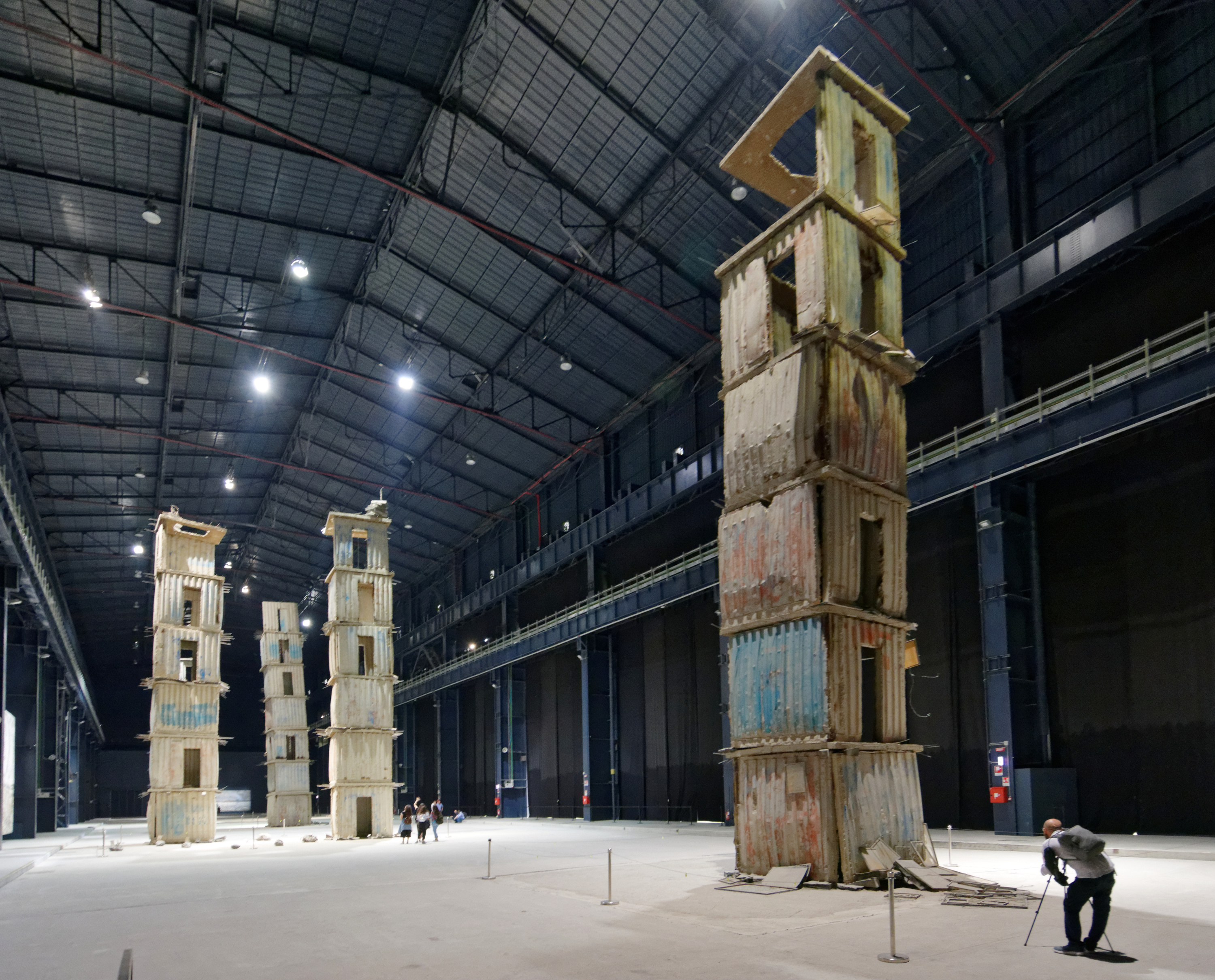
Le torri

Le torri sono tutte alte sei "piani", tranne la prima – realizzata più bassa in seguito all'erronea indicazione di Kiefer sul suo posizionamento – e la torre detta Linee di campo magnetico.
Sefiroth
È la torre più bassa (14 m) e la prima ad essere costruita. Culmina con una pila di sette libri di piombo e presenta neon recanti i dieci nomi ebraici delle Sephiroth, che nella mistica ebraica della Cabala rappresentano gli strumenti di Dio che contengono la materia stessa del creato: Keter (Corona Suprema), Chochmah (Saggezza), Binah (Intelligenza), Chesed (Amore), Gevurah (Potere), Tiferet (Bellezza), Netzach (Pazienza/Tolleranza), Hod (Maestà), Yesod (Fondazione del mondo) e Malkuth (Regno). L'undicesima, "Da'at" (conoscenza), rappresenta la conoscenza delle dinamiche celesti, dei nomi di potere e delle chiavi mistiche essenziali per giungere alla visione di Dio. Immaginando di unire le undici sephirot con una linea immaginaria, si ottiene il disegno dell'albero della vita o della Merkaba, la stella che nella Cabala rappresenta Dio.
Melancholia - Stelle cadenti
Prende il nome da un'omonima incisione del 1514 di Albrecht Dürer (Melancholia I), di cui cita il poliedro, posto proprio in cima al palazzo. Entrambe le opere sono una rappresentazione allegorica della figura dell'artista. Secondo la filosofia del Cinquecento gli artisti erano nati sotto l'influenza astrale di Saturno, considerato il pianeta della malinconia e per questo avrebbero un animo contemplativo. Ai piedi di questa torre è rappresentato il mondo contemporaneo sotto forma di piccole lastre di vetro e carta, contrassegnate dalle serie numeriche con cui la NASA contrassegna i corpi celesti.
Ararat
Prende il nome dal monte dell'Asia Minore dove la tradizione biblica ritiene si sia arenata l'Arca di Noè. Sulla sommità di questo palazzo è posta una replica in piombo di una nave della Seconda Guerra Mondiale, che rappresenta contemporaneamente la salvezza dell'Arca e la condanna bellica.
Linee di campo magnetico
È la torre più imponente, l'unica alta sette piani: misura circa 18,2 m, ed è caratterizzata da una pellicola di piombo che la percorre interamente, fino ai piedi, al fianco di una bobina cinematografica e una cinepresa. La scelta del piombo è rilevante e costituisce un paradosso: si tratta di un materiale che non può essere attraversato da radiazioni luminose e quindi non permetterebbe la produzione di alcuna immagine. L'accostamento con gli elementi cinematografici si presta quindi a diverse interpretazioni: potrebbe essere un'allusione al tentativo nazista di eliminare l'immagine della cultura ebraica o un riferimento alla lotta iconoclasta che ha percorso la cultura occidentale dall'epoca bizantina fino a quella luterana. Infine, potrebbe trattarsi di un riferimento alla concezione, più volte ribadita da Kiefer, che “ogni opera d'arte cancella la precedente”. Il piombo è inoltre un materiale particolarmente caro all'artista perché è, nella tradizione ebraica, la materia della malinconia.
JH & WH Tikkun
Sono due torri gemelle, disseminate alla base di elementi che rappresentano meteoriti numerati, in piombo fuso e dalla forma irregolare Le due torri sono complementari e in cima sono decorate rispettivamente con le scritte al neon JH e WH che, se unite secondo le regole della fonetica ebraica, formano la parola Jahweh, termine impronunciabile per indicare Dio. I meteoriti simboleggiano, secondo il mito della creazione della Cabala, i cocci dei vasi in cui Dio volle infondere la vita generando i popoli della terra e la diaspora giudaica.
Nella cabala lurianica lo Shevirat ha-Kelim rappresenta la rottura di alcuni vasi divini (Sephirot) per la potenza della luce divina, con generazione di scintille (Nitzot) e di frammenti (Kelippot), questi ultimi spesso associati al caos e al male. Tikkun, in questa particolare interpretazione, rappresenta la necessità di riparazione (simboleggiata anche dalla frattura del tetragramma nei due spezzoni JH e WH.
Quadri cadenti
Deve il nome alle cornici di ferro contenenti lastre di vetro, molte delle quali infrante, presenti ai piedi dell'edificio e sulle sporgenze delle solette.

### I Sette Palazzi Celesti 2004-2015
A settembre del 2015 sono state aggiunte nel sito dell'installazione cinque tele di grandi dimensioni, realizzate tra il 2009 e il 2013: Die Deutsche Heilslinie, Jaipur, Alchemie (composta da due tele), Cette obscure clarté qui tombe des étoiles.
Die Deutsche Heilslinie
Chiaramente ispirato a un'opera di Friedrich, il quadro mostra un uomo, visti di spalle, che osserva un arcobaleno su un fiume. Sotto l'arcobaleno i nomi di filosofi e pensatori che guidano verso la conoscenza di sè.
Jaipur
Prende il nome dalla città omonima, più volte visitata da Kiefer. La tela rappresenta un sito di osservazione astronomica costruito dal maharaja Sawai Jai Singh II. Le costellazioni in essa presenti, come nella torre Melancholia, sono numerate con sistema di classificazione della NASA.
Alchemie
Sono due tele unite da una bilancia, rappresentazione dell'equilibrio tra l'aridità del sale contenuto nel primo piatto e la generatività dei semi di girasole contenuti nel secondo. Inoltre, il titolo "Alchimia" fa riferimento al processo di trasformazione del piombo in oro.
Cette obscure clarté qui tombe des étoiles
"Questa oscura luminosità che discende dalle stelle" è un paesaggio desertico in cui i semi di girasole, ripresi dalla tela precedente, si trasformano ora in stelle nere.